# Habenaria ekmaniana
Habenaria ekmaniana är en orkidéart som beskrevs av Friedrich Fritz Wilhelm Ludwig Kraenzlin. Habenaria ekmaniana ingår i släktet Habenaria och familjen orkidéer. Inga underarter finns listade i Catalogue of Life.